# Politiezone Zuid

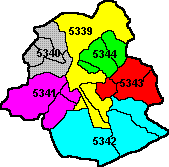
Politiezones in het Brussels Hoofdstedelijk Gewest (zone 5341 in magenta)

Politiezone Zuid (zonenummer 5341) is een van de zes Brusselse politiezones en is bevoegd voor de gemeentes Anderlecht, Vorst en Sint-Gillis. Het werkterrein situeert zich in het zuidwesten van Brussel. De zone werd ingesteld op 1 januari 2002.
Het korps staat sinds 2020 onder leiding van hoofdcommissaris Jurgen De Landsheer.
De politiezone Zuid is een meergemeentezone bestaande uit 3 gemeenten, 2 voetbalstadia, 3 gevangenissen, 1 groot treinstation, de grootste markt en de grootste slachthuizen van België, verschillende ziekenhuizen en een aanzienlijk aantal inwoners en toeristen.
De gemeenten Anderlecht, Sint-Gillis en Vorst vormen het grondgebied van de zone welke een totale oppervlakte van 26,4 km² behelst. Het bevolkingsaantal telt een 227 146 inwoners, maar kent een continue groei dankzij de constante verstedelijking die er gaande is.
Centraal op het territorium van de politiezone bevindt zich het Zuidstation, een van de grootste treinstations van het Belgische grondgebied, dat de stad van een constante toevloed aan toeristen voorziet, maar tevens criminaliteit en verschillende vormen van overlast met zich meebrengt.
Voetbalclubs Anderlecht en de Union Sint-Gillis vergen beide een specifieke aandacht met regelmatig georganiseerde ordediensten van de politiediensten.
In het hart van Anderlecht bevinden zich de slachthuizen. Het zijn de grootste slachthuizen van België, waarvan de negentiende-eeuwse industriële architectuur opgenomen werd als beschermd erfgoed beschermd. De slachthuizen stellen 1500 mensen tewerk en bovenop de slachtactiviteiten doen de hallen dienst als overdekte markt, die net als de Zuidmarkt wekelijks wordt georganiseerd en waarvoor een bepaalde organisatie en inzet van de politiediensten wordt gevraagd inzake het goede beheer van de plaats en het verkeer.
De 3 gevangenissen die gelegen zijn op het grondgebied van de gemeenten Vorst en Sint-Gillis vereisen tevens bijzondere aandacht. De talrijke stakingen, de misdrijven die zich voordoen in de gevangenis, de rellen, de verhoren van gedetineerden, enz. worden met meer voorzorg behandeld. Deze feiten vereisen een bijzondere aandacht en een aangepast beheer bij de behandeling ervan.